# St. Nikolaus (Dünzing)

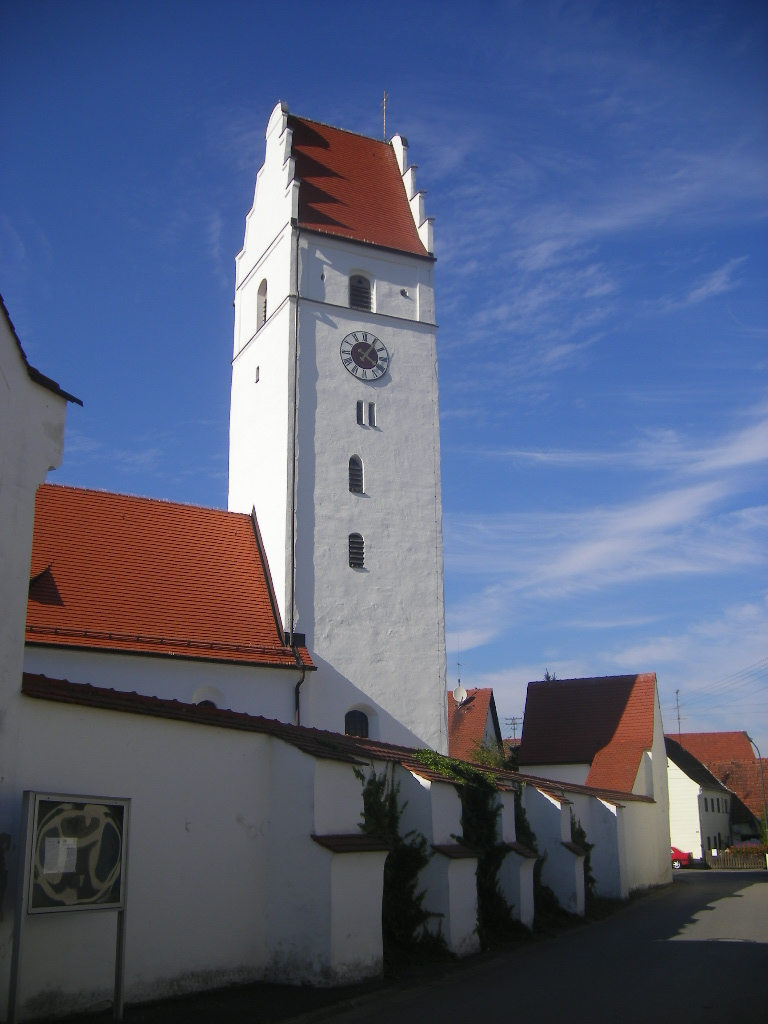
St. Nikolaus in Dünzing

Die römisch-katholische Filialkirche St. Nikolaus steht in Dünzing, einem Gemeindeteil der oberbayerischen Stadt Vohburg an der Donau im Landkreis Pfaffenhofen an der Ilm. Das Bauwerk ist als Baudenkmal unter der Nr. D-1-86-158-57 eingetragen. Die Pfarrei gehört zur Pfarreiengemeinschaft Vohburg-Menning im Dekanat Geisenfeld-Pförring des Bistums Regensburg.

## Beschreibung
Der Bau der im Kern spätgotischen Saalkirche reicht bis ins 12./13. Jahrhundert zurück. Sie besteht aus einem Langhaus, einem Chorturm im Osten und einem Vorzeichen im Westen. Das oberste Geschoss des Chorturms beherbergt den Glockenstuhl mit vier Kirchenglocken, das Geschoss darunter die Turmuhr. Darauf sitzt zwischen Staffelgiebeln quer ein Satteldach. 
Der Innenraum des Langhauses ist mit einer Flachdecke überspannt, der des Chors, das ist das Erdgeschoss des Chorturms, mit einem Kreuzrippengewölbe. Der Hochaltar wird seitlich von den Skulpturen des Wendelin und des Nikolaus von Myra flankiert.